# Mala Bresnica
Mala Bresnica (em cirílico:Мала Бресница) é uma vila da Sérvia localizada no município de Kučevo, pertencente ao distrito de Braničevo, na região de Zvižd. A sua população era de 135 habitantes segundo o censo de 2002.

## Demografia
| 1948 | 1953 | 1961 | 1971 | 1981 | 1991 | 2002 |
| ---- | ---- | ---- | ---- | ---- | ---- | ---- |
| 208  | 217  | 217  | 209  | 175  | 157  | 135  |